# Stawiszyn-Zwalewo
Stawiszyn-Zwalewo (prononciation : [staˈviʂɨn zvaˈlɛvɔ]) est un village polonais de la gmina de Bieżuń dans le powiat de Żuromin de la voïvodie de Mazovie dans le centre-est de la Pologne.
Il se situe à environ 8 kilomètres au nord-est de Bieżuń (siège de la gmina), 11 kilomètres au sud-est de Żuromin (siège de powiat) et 110 kilomètres au nord-ouest de Varsovie (capitale de la Pologne).

## Histoire
De 1975 à 1998, le village appartenait administrativement à la voïvodie de Ciechanów.